# 氰基乙炔
氰基乙炔(Cyanoacetylene)是一種有機化合物，其分子是為C
3HN 或 H-C≡C-C≡N。氰基乙炔在天文遙測中可觀察星際雲。它也是最简单的氰基多炔烴。
氰基乙炔也是 米勒放電實驗 中所產生的化合物其中之一。